# Täler in Mittelsachsen
Täler in Mittelsachsen este o arie protejată (arie de protecție specială avifaunistică — SPA) din Germania întinsă pe o suprafață de 7.194 ha, integral pe uscat.

## Localizare
Centrul sitului Täler in Mittelsachsen este situat la coordonatele 50°59′44″N 13°11′36″E / 50.9956°N 13.1933°E.

## Înființare
Situl Täler in Mittelsachsen a fost declarat arie de protecție specială avifaunistică în noiembrie 2006 pentru a proteja 33 de specii de animale.

## Biodiversitate
Situată în ecoregiunea continentală, aria protejată nu include niciun habitat protejat.
La baza desemnării sitului se află mai multe specii protejate de  păsări (33): lăcar-de-rogoz (Acrocephalus schoenobaenus), fluierar de munte (Actitis hypoleucos), pescăruș albastru (Alcedo atthis), rață sulițar (Anas acuta), rață mică (Anas crecca crecca), rață fluierătoare (Anas penelope), Anas platyrhynchos platyrhynchos, Ardea cinerea cinerea, rața moțată (Aythya fuligula), buha (Bubo bubo), Bucephala clangula, barză albă (Ciconia ciconia ciconia), barză neagră (Ciconia nigra), cristeiul de câmp (Crex crex), lebădă de vară (Cygnus olor), ciocănitoarea de stejar (Dendrocopos medius), ciocănitoare neagră (Dryocopus martius), egretă albă (Egretta alba), presură sură (Emberiza calandra), șoimul rândunelelor (Falco subbuteo), muscar (Ficedula parva), Fulica atra atra, sfrâncioc roșiatic (Lanius collurio), sfrâncioc mare (Lanius excubitor excubitor), Mergus merganser merganser, gaia neagră (Milvus migrans), gaia roșie (Milvus milvus), viespar (Pernis apivorus), cormoran mare (Phalacrocorax carbo carbo), ciocănitoare verzuie (Picus canus), Podiceps cristatus cristatus, mărăcinar (Saxicola rubetra), Tachybaptus ruficollis ruficollis.
Pe lângă speciile protejate, pe teritoriul sitului au mai fost identificate 2 specii de păsări.